# Georges Jules Briois
Pour les articles homonymes, voir Briois.
Georges-Jules Briois est un militaire et sculpteur français.

## Biographie
Georges-Jules Briois est né à Provins (Seine-et-Marne) le 26 octobre 1839. Il fut élève de Charles Gauthier. En 1869, époque de son début au Salon, il était capitaine d'état-major au 11e d'artillerie, à Vincennes. Il a exécuté surtout des ouvrages de petite dimension et a exposé pour la dernière fois en 1890.
Il est mort le 15 juin 1903, des suites d'une appendicite, dans sa propriété du Plessis-Tison,,.

## Œuvres
- Portrait de M. Muller, Médaillon en plâtre. Salon de 1869 (n° 3266).
- Mort du colonel prince de X..., Sadowa (1866). Statue en plâtre. Salon de 1870 (n° 4301),
- Giotto enfant. Statuette en plâtre. Salon de 1875 (n° 2899). Cette statuette reparut en bronze au Salon de 1876 (n° 3106).
- Soldat blessé. Statuette en bronze. Salon de 1876 (n° 3107).
- Un dragon. Statuette en plâtre. Salon de 1879 (n° 4827).
- Médaillon. Bronze. Salon de 1886 (n°3571).
- Soldat du régiment de Paul, garde impériale russe. Statuette en bronze. Salon de 1890 (n° 3594).